# جين روبرتس (مؤلفة)
جين روبرتس (بالإنجليزية: Jane Roberts)‏ (1792 - 1871)؛ كاتِبة، شاعرة وروائية بريطانية.